# Southampton Football Club 2011-2012
Questa voce raccoglie le informazioni riguardanti il Southampton Football Club nelle competizioni ufficiali della stagione 2011-2012.

## Stagione
I Saints aprono il campionato con una vittoria per 3-1 in casa contro il Leeds Utd, a cui seguono 3 vittorie consecutive contro Barnsley, Ipswich Town e Millwall. La prima sconfitta arriverà alla quinta giornata di campionato contro il Leicester al Walkers Stadium. Il resto della stagione andrà bene e la squadra riuscirà a conquistare un secondo posto e quindi una promozione in Premier League dopo 6 anni dall'ultima partecipazione. In FA Cup riuscirà a battere in rimonta il Coventry City per 1-2 con i goal di James Ward-Prowse e di Aaron Martin, ma il Southampton verrà fermato il turno successivo perdendo al 92' per un goal di Liam Feeney, centrocampista del Millwall. Mentre nella Coppa di Lega i Saints si dovranno fermare al quarto turno perdendo 2-0 in casa del Crystal Palace dopo aver battuto Torquay United, Swindon Town e Preston North End.

## Divise e sponsor
Per la stagione 2011-2012 il Southampton adotta un nuovo sponsor ufficiale, ovvero Aap3 mentre lo sponsor tecnico, cioè Umbro, rimane invariato. La divisa per le partite in casa rimane la classica divisa bianca a strisce rosse con dei dettagli neri attorno al colletto. La seconda divisa invece presenta una maglia gialla con dei dettagli attorno al collo, di colore blu, stesso colore dei pantaloncini.
| Casa | Trasferta |

## Rosa
| N. |                        | Ruolo | Calciatore          |
| -- | ---------------------- | ----- | ------------------- |
| 1  | Inghilterra (bandiera) | P     | Kelvin Davis        |
| 2  | Inghilterra (bandiera) | D     | Frazer Richardson   |
| 3  | Inghilterra (bandiera) | D     | Dan Harding         |
| 4  | Francia (bandiera)     | C     | Morgan Schneiderlin |
| 6  | Portogallo (bandiera)  | D     | José Fonte          |
| 7  | Inghilterra (bandiera) | A     | Rickie Lambert      |
| 8  | Inghilterra (bandiera) | C     | Jack Cork           |
| 9  | Inghilterra (bandiera) | A     | Lee Barnard         |
| 10 | Brasile (bandiera)     | C     | Guly                |
| 11 | Inghilterra (bandiera) | A     | Billy Sharp         |
| 12 | Inghilterra (bandiera) | D     | Danny Butterfield   |
| 13 | Inghilterra (bandiera) | D     | Danny Fox           |
| 14 | Inghilterra (bandiera) | C     | Dean Hammond        |
| 15 | Tunisia (bandiera)     | D     | Radhi Jaidi         |
| 16 | Inghilterra (bandiera) | D     | Aaron Martin        |
| 17 | Barbados (bandiera)    | A     | Jonathan Forte      |
| 18 | Inghilterra (bandiera) | C     | Richard Chaplow     |
| 19 | Giappone (bandiera)    | A     | Tadanari Lee        |
| 20 | Inghilterra (bandiera) | C     | Adam Lallana        |
| 21 | Inghilterra (bandiera) | P     | Bartosz Bialkowski  |

| N. |                             | Ruolo | Calciatore        |
| -- | --------------------------- | ----- | ----------------- |
| 22 | Irlanda (bandiera)          | A     | David Connolly    |
| 23 | Inghilterra (bandiera)      | D     | Ryan Dickson      |
| 24 | Inghilterra (bandiera)      | A     | Lee Holmes        |
| 25 | Inghilterra (bandiera)      | D     | Danny Seaborne    |
| 26 | Paesi Bassi (bandiera)      | D     | Jos Hooiveld      |
| 27 | Spagna (bandiera)           | A     | Iago Falque       |
| 28 | Irlanda del Nord (bandiera) | C     | Ben Reeves        |
| 29 | Galles (bandiera)           | A     | Ryan Doble        |
| 30 | Inghilterra (bandiera)      | C     | James Ward-Prowse |
| 32 | Inghilterra (bandiera)      | D     | Jack Stephens     |
| 33 | Belgio (bandiera)           | C     | Steve De Ridder   |
| 34 | Inghilterra (bandiera)      | D     | Luke Shaw         |
| 35 | Inghilterra (bandiera)      | C     | Corby Moore       |
| 36 | Inghilterra (bandiera)      | P     | Jack Dovey        |
| 39 | Inghilterra (bandiera)      | D     | Harley Dean       |
| 40 | Inghilterra (bandiera)      | A     | Sam Hoskins       |
| 42 | Inghilterra (bandiera)      | C     | Jason Puncheon    |

## Risultati

### Football League Championship

#### Girone di andata
| Arbitro: | Wright |

|                                      |           |                     |
| Hammond 10’ Lallana 25’ Connolly 52’ | Marcatori | 90+2’ (rig.) Gradel |

| Arbitro: | Webster |

|  |           |              |
|  | Marcatori | 30’ Connolly |

| Arbitro: | Moss (Sunderland) |

|                                     |           |                                                 |
| Andrews 56’ Jay Emmanuel-Thomas 61’ | Marcatori | 4’, 11’ Lambert 42’ Connolly 76’, 90+2’ Lallana |

| Arbitro: | D'Urso (Londra) |

|          |           |  |
| Guly 18’ | Marcatori |  |

| Arbitro: | Mathieson |

|                                             |           |                          |
| Vassell 3’ Wellens 22’ Lambert 45+3’ (aut.) | Marcatori | 28’ Harding 53’ Connolly |

| Arbitro: | Williamson |

|                      |           |                            |
| Lambert 8’, 24’, 82’ | Marcatori | 7’ Derbyshire 42’ Majewski |

| Arbitro: | Whitestone |

|                                                     |           |          |
| Lambert 11’ (rig.) Guly 21’ Lallana 34’ Chaplow 78’ | Marcatori | 49’ Wood |

| Arbitro: | Taylor (Manchester) |

|            |           |                  |
| Austin 53’ | Marcatori | 80’ Schneiderlin |

| Arbitro: | Gibbs |

|                 |           |               |
| Miller 56’, 63’ | Marcatori | 90’ De Ridder |

| Arbitro: | Carl Boyeson |

|                                                    |           |  |
| Lambert 22’ (rig.), 55’ (rig.) Guly 70’ Holmes 88’ | Marcatori |  |

| Arbitro: | Mark Brown |

|             |           |             |
| Robinson 3’ | Marcatori | 61’ Lambert |

| Arbitro: | Deadman |

|              |           |  |
| Hooiveld 45’ | Marcatori |  |

| Arbitro: | Moss (Sunderland) |

|                 |           |               |
| Leigertwood 71’ | Marcatori | 80’ De Ridder |

| Arbitro: | East (Wiltshire) |

|                            |           |  |
| Guly 16’, 29’ Connolly 79’ | Marcatori |  |

| Arbitro: | Ward |

|                          |           |              |
| Chaplow 14’ Hooiveld 17’ | Marcatori | 76’ Sinclair |

| Arbitro: | Naylor |

|                                      |           |                                                |
| Lukas Jutkiewicz 47’ Clive Platt 70’ | Marcatori | 34’ Chaplow 39’ Lallana 77’ Guly 85’ De Ridder |

| Arbitro: | Walton |

|                                     |           |  |
| Lambert 49’, 57’ (rig.), 68’ (rig.) | Marcatori |  |

| Arbitro: | Sarginson |

|                        |           |  |
| Adomah 48’ Maynard 84’ | Marcatori |  |

| Arbitro: | Langford |

|                      |           |           |
| Guly 48’ Lallana 55’ | Marcatori | 43’ Koren |

| Arbitro: | Haines |

|           |           |  |
| Sharp 60’ | Marcatori |  |

| Arbitro: | Eltringham (Durham) |

|                  |           |                          |
| Lambert 30’, 90’ | Marcatori | 36’ Basham 49’ McManaman |

| Arbitro: | Halsey (Welwyn Garden City) |

|          |           |             |
| Ward 84’ | Marcatori | 63’ Lambert |

| Arbitro: | Salisbury |

|               |           |  |
| Guly 34’, 77’ | Marcatori |  |

#### Girone di ritorno
| Arbitro: | Deadman |

|  |           |             |
|  | Marcatori | 79’ Pearson |

| Arbitro: | D'Urso |

|                                     |           |  |
| Forster-Caskey 65’ Sparrow 76’, 86’ | Marcatori |  |

| Arbitro: | Ilderton |

|  |           |                                        |
|  | Marcatori | 27’ Guly 66’ Connolly 79’ Schneiderlin |

| Arbitro: | Swarbrick |

|  |           |                      |
|  | Marcatori | 15’ Nugent 26’ Mills |

| Arbitro: | Haywood |

|                    |           |            |
| Lambert 57’ (rig.) | Marcatori | 36’ Conway |

| Birmingham 4 febbraio 2012, ore 17:20 GMT 29ª giornata | Birmingham City | 0 – 0 | Southampton | St Andrew's (17 904 spett.)\| Arbitro: \| Foy \| |
| Arbitro:                                               | Foy             |       |             |                                                  |

| Arbitro: | Kettle |

|                      |           |  |
| Lallana 8’ Sharp 33’ | Marcatori |  |

| Arbitro: | Probert |

|                  |           |              |
| Noble 31’ (rig.) | Marcatori | 75’ Hooiveld |

| Arbitro: | Scott |

|                                                   |           |  |
| Hooiveld 15’ Aaron Martin 57’ Lallana 65’ Lee 75’ | Marcatori |  |

| Arbitro: | Bates |

|  |           |                              |
|  | Marcatori | 13’, 21’, 72’ (rig.) Lambert |

| Arbitro: | Miller |

|  |           |             |
|  | Marcatori | 16’ Lambert |

| Arbitro: | Drysdale |

|             |           |              |
| Lambert 74’ | Marcatori | 85’ Scotland |

| Arbitro: | Phillips |

|                  |           |  |
| Lallana 36’, 54’ | Marcatori |  |

| Arbitro: | Graham |

|                               |           |                                |
| Fonte 23’ (aut.) Robinson 28’ | Marcatori | 16’, 85’ (rig.), rig.’ Lambert |

| Arbitro: | Webb |

|  |           |                               |
|  | Marcatori | 14’ (aut.) Hobbs 59’ Hooiveld |

| Arbitro: | McDermid |

|                |           |  |
| Sharp 58’, 75’ | Marcatori |  |

| Arbitro: | Whitestone |

|                             |           |  |
| Dobbie 22’ (rig.) Evatt 52’ | Marcatori |  |

| Arbitro: | Swarbrick |

|                |           |                        |
| Sharp 27’, 89’ | Marcatori | 36’ Maguire 90’ Norris |

| Arbitro: | Sutton |

|  |           |                  |
|  | Marcatori | 39’, 56’ Lambert |

| Arbitro: | Dean (Wirral) |

|             |           |                                |
| Lambert 48’ | Marcatori | 19’ Roberts 72’, 90’ le Fondre |

| Arbitro: | Waugh |

|          |           |                            |
| Rowe 86’ | Marcatori | 5’ Hooiveld 10’, 57’ Sharp |

| Arbitro: | Bates |

|                        |           |          |
| Bailey 45’ Zemmama 77’ | Marcatori | 1’ Sharp |

| Arbitro: | Taylor (Manchester) |

|                                              |           |  |
| Sharp 16’ Fonte 19’ Hooiveld 59’ Lallana 63’ | Marcatori |  |

### FA Cup
| Arbitro: | Webster |

|               |           |                                  |
| McSheffrey 5’ | Marcatori | 64’ Ward-Prowse 82’ Aaron Martin |

| Arbitro: | East (Wiltshire) |

|               |           |             |
| Henderson 86’ | Marcatori | 31’ Lambert |

| Arbitro: | Withestone |

|                         |           |                                      |
| Lallana 35’ Lambert 77’ | Marcatori | 17’ Trotter 79’ N'Guessan 90’ Feeney |

### League Cup
| Arbitro: | Phillips |

|                                                 |           |             |
| De Ridder 16’ Lambert 27’ Chaplow 81’ Forte 90’ | Marcatori | 17’ Mansell |

| Arbitro: | Graham |

|               |           |                                |
| Kerrouche 84’ | Marcatori | 17’ Guly 30’ Forte 90’ Lambert |

| Arbitro: | Hooper |

|                          |           |            |
| Hooiveld 27’ Lallana 66’ | Marcatori | 52’ Barton |

| Arbitro: | Haywood |

|                               |           |  |
| Ambrose 73’ Easter 82’ (rig.) | Marcatori |  |

## Statistiche

### Statistiche di squadra
Statistiche aggiornate al 28 aprile 2012.
| Competizione | Punti | In casa | In casa | In casa | In casa | In casa | In casa | In trasferta | In trasferta | In trasferta | In trasferta | In trasferta | In trasferta | Totale | Totale | Totale | Totale | Totale | Totale | DR  |
| Competizione | Punti | G       | V       | N       | P       | Gf      | Gs      | G            | V            | N            | P            | Gf           | Gs           | G      | V      | N      | P      | Gf     | Gs     | DR  |
| ------------ | ----- | ------- | ------- | ------- | ------- | ------- | ------- | ------------ | ------------ | ------------ | ------------ | ------------ | ------------ | ------ | ------ | ------ | ------ | ------ | ------ | --- |
| Championship | 88    | 23      | 16      | 4       | 3       | 49      | 18      | 23           | 10           | 6            | 7            | 36           | 28           | 46     | 26     | 10     | 10     | 85     | 46     | +39 |
| FA Cup       | -     | 1       | 0       | 0       | 1       | 2       | 3       | 2            | 1            | 1            | 0            | 3            | 2            | 3      | 1      | 1      | 1      | 5      | 5      | +0  |
| League Cup   | -     | 2       | 2       | 0       | 0       | 6       | 2       | 2            | 1            | 0            | 1            | 3            | 2            | 4      | 3      | 0      | 1      | 9      | 5      | +4  |
| Totale       | -     | 26      | 18      | 4       | 4       | 57      | 23      | 27           | 12           | 7            | 8            | 42           | 32           | 53     | 30     | 11     | 12     | 99     | 56     | +43 |

### Andamento in campionato
| Giornata  | 1 | 2 | 3 | 4 | 5 | 6 | 7 | 8 | 9 | 10 | 11 | 12 | 13 | 14 | 15 | 16 | 17 | 18 | 19 | 20 | 21 | 22 | 23 | 24 | 25 | 26 | 27 | 28 | 29 | 30 | 31 | 32 | 33 | 34 | 35 | 36 | 37 | 38 | 39 | 40 | 41 | 42 | 43 | 44 | 45 | 46 |
| --------- | - | - | - | - | - | - | - | - | - | -- | -- | -- | -- | -- | -- | -- | -- | -- | -- | -- | -- | -- | -- | -- | -- | -- | -- | -- | -- | -- | -- | -- | -- | -- | -- | -- | -- | -- | -- | -- | -- | -- | -- | -- | -- | -- |
| Luogo     | C | T | T | C | T | C | C | T | T | C  | T  | C  | T  | C  | C  | T  | C  | T  | C  | T  | C  | T  | C  | C  | T  | T  | C  | C  | T  | C  | T  | C  | T  | T  | C  | C  | T  | T  | C  | T  | C  | T  | C  | T  | T  | C  |
| Risultato | V | V | V | V | P | V | V | N | P | V  | N  | V  | N  | V  | V  | V  | V  | P  | V  | P  | N  | N  | V  | P  | P  | V  | P  | N  | N  | V  | N  | V  | V  | V  | N  | V  | N  | V  | V  | P  | N  | V  | P  | V  | P  | V  |
| Posizione | 2 | 1 | 1 | 1 | 2 | 2 | 1 | 1 | 1 | 1  | 1  | 1  | 1  | 1  | 1  | 1  | 1  | 1  | 1  | 1  | 1  | 1  | 1  | 1  | 1  | 1  | 2  | 2  | 2  | 2  | 2  | 2  | 2  | 2  | 2  | 1  | 1  | 1  | 1  | 1  | 1  | 1  | 2  | 2  | 2  | 2  |

Legenda:

Luogo: C = Casa; T = Trasferta. Risultato: V = Vittoria; N = Pareggio; P = Sconfitta.

### Statistiche dei giocatori
| Giocatore       | Championship | Championship | Championship | Championship | FA Cup Football League Cup | FA Cup Football League Cup | FA Cup Football League Cup | FA Cup Football League Cup | Totale   | Totale | Totale      | Totale     |
| Giocatore       | Presenze     | Reti         | Ammonizioni  | Espulsioni   | Presenze                   | Reti                       | Ammonizioni                | Espulsioni                 | Presenze | Reti   | Ammonizioni | Espulsioni |
| --------------- | ------------ | ------------ | ------------ | ------------ | -------------------------- | -------------------------- | -------------------------- | -------------------------- | -------- | ------ | ----------- | ---------- |
| L. Barnard      | 6            | 0            | 0            | 0            | 2+1                        | 0                          | 0                          | 0                          | 9        | 0      | 0           | 0          |
| B. Białkowski   | 1            | -2           | 0            | 0            | 3+4                        | -5+-5                      | 1+0                        | 0                          | 8        | -12    | 1           | 0          |
| D. Butterfield  | 10           | 0            | 0            | 0            | 0+3                        | 0                          | 0                          | 0                          | 13       | 0      | 0           | 0          |
| R. Chaplow      | 25           | 3            | 2            | 0            | 1+2                        | 0+1                        | 0                          | 0                          | 28       | 4      | 2           | 0          |
| J. Cork         | 46           | 0            | 5            | 0            | 1+2                        | 0                          | 0                          | 0                          | 49       | 0      | 5           | 0          |
| D. Connolly     | 26           | 6            | 1            | 0            | 0+0                        | 0                          | 0                          | 0                          | 26       | 6      | 1           | 0          |
| K. Davis        | 45           | -44          | 1            | 0            | 1+0                        | 0                          | 0                          | 0                          | 46       | -44    | 1           | 0          |
| S. De Ridder    | 32           | 3            | 5            | 0            | 2+3                        | 0+1                        | 0                          | 0                          | 37       | 4      | 5           | 0          |
| H. Dean         | 0            | 0            | 0            | 0            | 0                          | 0                          | 0                          | 0                          | 0        | 0      | 0           | 0          |
| R. Dickson      | 0            | 0            | 0            | 0            | 0+2                        | 0                          | 0                          | 0                          | 2        | 0      | 0           | 0          |
| R: Doble        | 0            | 0            | 0            | 0            | 1                          | 0                          | 0                          | 0                          | 1        | 0      | 0           | 0          |
| J. Dovey        | 0            | 0            | 0            | 0            | 0                          | 0                          | 0                          | 0                          | 0        | 0      | 0           | 0          |
| I. Falque       | 1            | 0            | 0            | 0            | 0+0                        | 0                          | 0                          | 0                          | 1        | 0      | 0           | 0          |
| J. Fonte        | 42           | 1            | 6            | 0            | 1+1                        | 0+0                        | 0                          | 0                          | 44       | 1      | 6           | 0          |
| T. Forecast     | 0            | 0            | 0            | 0            | 0                          | 0                          | 0                          | 0                          | 0        | 0      | 0           | 0          |
| J. Forte        | 1            | 0            | 0            | 0            | 0+4                        | 0+2                        | 0                          | 0                          | 5        | 2      | 0           | 0          |
| D. Fox          | 41           | 0            | 4            | 0            | 2+0                        | 0                          | 0+0                        | 0                          | 43       | 0      | 4           | 0          |
| Guly            | 42           | 10           | 3            | 0            | 1+3                        | 0+1                        | 1+0                        | 0                          | 46       | 11     | 4           | 0          |
| D. Hammond      | 43           | 1            | 1            | 0            | 3+2                        | 0+0                        | 0                          | 0                          | 48       | 1      | 1           | 0          |
| D. Harding      | 20           | 1            | 3            | 0            | 3+2                        | 0                          | 0+1                        | 0                          | 25       | 1      | 4           | 0          |
| L. Holmes       | 6            | 1            | 0            | 0            | 1+4                        | 0                          | 0                          | 0                          | 11       | 1      | 0           | 0          |
| J. Hooiveld     | 39           | 7            | 4            | 0            | 1+1                        | 0+1                        | 0                          | 0                          | 41       | 8      | 4           | 0          |
| S. Hoskins      | 0            | 0            | 0            | 0            | 1+1                        | 0                          | 0                          | 0                          | 2        | 0      | 0           | 0          |
| R. Jaïdi        | 0            | 0            | 0            | 0            | 0                          | 0                          | 0                          | 0                          | 0        | 0      | 0           | 0          |
| A. Lallana      | 41           | 11           | 1            | 0            | 2+3                        | 1+1                        | 0                          | 0                          | 46       | 13     | 1           | 0          |
| R. Lambert      | 42           | 27           | 2            | 0            | 2+4                        | 2+2                        | 0                          | 0                          | 48       | 31     | 2           | 0          |
| T. Lee          | 7            | 1            | 0            | 0            | 2+0                        | 0                          | 0                          | 0                          | 9        | 1      | 0           | 0          |
| A. Maartin      | 10           | 1            | 0            | 0            | 3+4                        | 1+0                        | 0+1                        | 0                          | 17       | 2      | 1           | 0          |
| C. Moore        | 0            | 0            | 0            | 0            | 0                          | 0                          | 0                          | 0                          | 0        | 0      | 0           | 0          |
| J. Puncheon     | 8            | 0            | 1            | 0            | 1+0                        | 0                          | 0                          | 0                          | 9        | 0      | 1           | 0          |
| B. Reeves       | 2            | 0            | 0            | 0            | 3+2                        | 0+0                        | 0                          | 0                          | 7        | 0      | 0           | 0          |
| F. Richardson   | 34           | 0            | 2            | 0            | 2+1                        | 0+1                        | 0                          | 0                          | 37       | 1      | 2           | 0          |
| M. Schneiderlin | 42           | 2            | 5            | 0            | 1+4                        | 0+2                        | 0                          | 0                          | 47       | 4      | 5           | 0          |
| D. Seaborne     | 4            | 0            | 1            | 0            | 0+2                        | 0                          | 0                          | 0                          | 6        | 0      | 1           | 0          |
| B. Sharp        | 15           | 9            | 3            | 0            | 0                          | 0                          | 0                          | 0                          | 15       | 9      | 3           | 0          |
| L. Shaw         | 0            | 0            | 0            | 0            | 1+0                        | 0                          | 0                          | 0                          | 1        | 0      | 0           | 0          |
| J. Stephens     | 0            | 0            | 0            | 0            | 1+0                        | 0                          | 0                          | 0                          | 1        | 0      | 0           | 0          |
| J. Ward-Prowse  | 0            | 0            | 0            | 0            | 1+1                        | 1+0                        | 0                          | 0                          | 2        | 1      | 0           | 0          |